# Campionato statunitense boulder di arrampicata
Il Campionato statunitense boulder di arrampicata (American Bouldering Series, ABS) è il campionato statunitense di arrampicata organizzato annualmente dalla federazione statunitense USA Climbing.
Gli altri due Campionati statunitensi di specialità dell'arrampicata sono:
- il Campionato statunitense lead di arrampicata
- il Campionato statunitense speed di arrampicata

## Edizioni
| Ed. | Anno | Data             | Luogo              | Note         |
| --- | ---- | ---------------- | ------------------ | ------------ |
| 1   | 2000 |                  |                    |              |
| 2   | 2001 |                  |                    |              |
| 3   | 2002 |                  |                    |              |
| 4   | 2003 |                  |                    |              |
| 5   | 2004 |                  | Boulder            |              |
| 6   | 2005 | 19 febbraio      | Boulder            | [ 1 ]        |
| 7   | 2006 | 17 - 18 febbraio | Boulder            | [ 2 ]        |
| 8   | 2007 | 16 - 17 febbraio | Timonium, Maryland | [ 3 ]        |
| 9   | 2008 | 15 - 16 febbraio | Boulder            | [ 4 ]        |
| 10  | 2009 | 13 - 14 febbraio | Boulder            | [ 5 ]        |
| 11  | 2010 | 13 febbraio      | Alexandria         | [ 6 ]        |
| 12  | 2011 | 12 febbraio      | Boulder            | [ 7 ] [ 8 ]  |
| 13  | 2012 | 24 - 25 febbraio | Colorado Springs   | [ 9 ] [ 10 ] |
| 14  | 2013 | 22 - 23 febbraio | Colorado Springs   | [ 11 ]       |

## Albo d'oro

### Uomini
| Anno | Oro           | Argento       | Bronzo             |
| ---- | ------------- | ------------- | ------------------ |
| 2000 | ?             | ?             | ?                  |
| 2001 | ?             | ?             | ?                  |
| 2002 | ?             | ?             | ?                  |
| 2003 | ?             | ?             | ?                  |
| 2004 | ?             | ?             | ?                  |
| 2005 | Daniel Woods  | Mike Feinberg | Matt Segal         |
| 2006 | Daniel Woods  | Ethan Pringle | Nicholas Sherman   |
| 2007 | Daniel Woods  | Paul Robinson | Sean McColl        |
| 2008 | Paul Robinson | Chris Sharma  | Sean McColl        |
| 2009 | Daniel Woods  | Paul Robinson | Sean McColl        |
| 2010 | Daniel Woods  | Matt Bosley   | Robert D'Anastasio |
| 2011 | Sean McColl   | Alex Johnson  | Kyle Owen          |
| 2012 | Daniel Woods  | Ethan Pringle | Michael Bautista   |
| 2013 | Daniel Woods  | Ian Dory      | Vasya Vorotnikov   |

### Donne
| Anno | Oro            | Argento           | Bronzo            |
| ---- | -------------- | ----------------- | ----------------- |
| 2000 | ?              | ?                 | ?                 |
| 2001 | ?              | ?                 | ?                 |
| 2002 | ?              | ?                 | ?                 |
| 2003 | ?              | ?                 | ?                 |
| 2004 | ?              | ?                 | ?                 |
| 2005 | Portia Menlove | Lizzy Asher       | Alex Johnson      |
| 2006 | Alex Puccio    | Alex Johnson      | Angela Payne      |
| 2007 | Alex Puccio    | Elizabeth Asher   | Angela Payne      |
| 2008 | Alex Puccio    | Alex Johnson      | Paige Claassen    |
| 2009 | Alex Johnson   | Chauncenia Cox    | ?                 |
| 2010 | Alex Puccio    | Alex Johnson      | Francesca Metcalf |
| 2011 | Alex Puccio    | Francesca Metcalf | Sasha DiGiulian   |
| 2012 | Alex Puccio    | Angela Payne      | Shauna Coxsey     |
| 2013 | Alex Puccio    | Andrea Szekely    | Isabelle Faus     |